# Бородата акула китицева
Бородата акула китицева (Eucrossorhinus dasypogon) — єдиний вид роду Бородата акула (Eucrossorhinus) родини Килимові акули.

## Опис
Загальна довжина досягає 1,25 м, інколи 1,8 м. Досить велика, кремезна хижа риба, добре впізнавана по м'ясистим виростам на кшталт китиць, своєрідною бахромою навколо дуже широкої голови. За ці вирости акулу також називають бородатою. Рот доволі великий. Зуби на верхній щелепі складають у 23-26 рядків, на нижній — 19. П'ять пар зябрових щілин короткі. Тулуб майже плаский. Плавці широкі та округлі. Спинні та анальний плавці розміщені ближче до задньої частини тіла. Хвостовий плавець короткий. Забарвлення коливається від сірого до жовтувато-коричневого. Черево білувате.

## Спосіб життя
Тримається на ділянках з кораловими рифами або кам'янистими ґрунтами, на глибині до 50 м. Є переважно одинаком. Більш активна вночі, воліючи відпочивати вдень в якому-небудь укритті серед каменів або заростей підводної рослинності. Дочекавшись темряви, виходить на полювання. Використовує свою форму та забарвлення як камуфляж. Живиться донними безхребетними, кістковою та хрящовою рибою, головоногими молюсками.
Статева зрілість настає при розмірах 1,17 м. Це яйцеживородна акула. Новонароджені акуленята сягають 20 см.
Випадків нападу на людей не зареєстровано, але є потенційно небезпечною через здатність кусатися.

## Розповсюдження
Мешкає біля узбережжя східної Індонезії, о. Нової Гвінеї і північної Австралії.